# Black Mountains
Black Mountains (wal. Y Mynyddoedd Duon) – masyw górski w południowo-wschodniej Walii, na granicy z Anglią. Najwyższy szczyt to Waun Fach (811 m n.p.m.).
Jest jednym z czterech masywów składających się na park narodowy Brecon Beacons.